# Albert Pinot
Pour les articles homonymes, voir Pinot.
Albert Pinot, né à Saint-Gilles, le 1er mai 1875 et mort à Ixelles, le 11 mars 1962, est un peintre, un dessinateur et un aquarelliste belge.
Son champ pictural couvre essentiellement les intérieurs, les paysages, les marines, les natures mortes et les portraits. Il est, en 1897, l'un des membres du cercle artistique belge Le Sillon. 

## Biographie

### Famille
Albert (Albert Marie Louis) Pinot, né rue De Joncker no 31 à Saint-Gilles le 1er mai 1875, est le fils d'Antoine Pinot (1841), entrepreneur en construction, né à Saint-Sornin-Leulac, Haute-Vienne, France, et d'Henriette Schelkens (1841), négociante. Naturalisé belge en 1894, Albert Pinot épouse à Ixelles le 26 janvier 1901 Marguerite Hespel (1874). L'un de leurs témoins est le peintre Alfred Bastien.

### Formation
Albert Pinot est étudiant en humanités modernes à l'athénée d'Ixelles, puis, de 1890 à 1899, à l'Académie royale des beaux-arts de Bruxelles, où Joseph Stallaert est son professeur. Il parfait sa formation lors de voyages à Ostende, à Paris, en Turquie et au Danemark.

### Carrière
En 1897, Albert Pinot devient l'un des membres du cercle artistique Le Sillon et participe aux expositions du mouvement. Il est aussi présent lors de salons du groupe Pour l'art. 
Il participe à plusieurs salons triennaux belges, dont le Salon de Bruxelles de 1900, où il expose pour la première fois dans une manifestation à caractère national. Il y envoie Faust, également présenté lors du prix Godecharle, de même qu'un tableau le représentant avec son ami Alfred Bastien.
Le gouvernement belge acquiert, en 1925, sa toile intitulée Mimosa qui représente une jeune fille, après son exposition au Cercle artistique et littéraire de Bruxelles. En 1944, il devient président de la Société royale belge des aquarellistes.
Albert Pinot meurt à Ixelles, à l'âge de 76 ans, le 11 mars 1962.

## Œuvres

### Caractéristiques
Son champ pictural couvre essentiellement les intérieurs, les paysages, les marines, les natures mortes, souvent ornées de fleurs, et les portraits.
Lorsqu'il expose en 1900 au Sillon, le quotidien L'Indépendance belge remarque en lui un jeune talent qui évolue de manière incontestable. Plutôt mélancolique, son Faust a été méjugé car cette œuvre est une grande page de belle couleur et de très noble tenue. La même année, il découvre, en compagnie de Maurice Wagemans, Ostende et la clarté de la mer du Nord, avant de se rendre sur les bords de l'Oise et de la Seine avec Pierre Thévenet.

### Réception critique
En février 1908, Paul Cauchie et Albert Pinot bénéficient d'une exposition conjointe au Cercle artistique de Bruxelles. L'écrivain Sander Pierron écrit : 

« Albert Pinot traite le paysage, de préférence la grève et les fleuves. Sa palette, un peu acide parfois, est d'une harmonie extrêmement nuancée, dont la polychromie fine et fluide excelle à laisser aux objets leur substance respective. La facture est à la fois spirituelle et onctueuse ; les gris priment ; les gris et les bleus tendres et pâles, un peu lavés, semble-t-il, par les eaux du large, et dont les accords distingués soulignent la délicatesse des spectacles interprétés et compris par un peintre qui sait être ému. En effet, Albert Pinot est doué d'une jolie délicatesse d'âme ; s'il voit la tache dans l'ensemble autant que l'ensemble dans l'écrin azuré de l'étendue ensoleillée, il saisit aussi la séduction de la nature, l'expression intime en même temps que l'expression apparente. Cela est notable dans la Seine à Neuilly, paisible et poétique comme un Corot ; dans ce petit bateau avec lequel jouent deux gamins de qui les maillots de laine vermillon chantent allègrement sur l'écran de l'horizon liquide nacré qui s'étend prodigieusement, aussi bien que dans les plages ostendaises engrisaillées ou bleutées qui s'intitulent : Bassin, Barques de pêche, Entrée du port, Estacade, Marine, les deux Plages. 
Sur l'estacade est debout, devant le ciel formidable et menaçant, une femme silhouettée de manière vécue. D'ailleurs Pinot aborde la figure avec aussi remarquable que l'intuition qu'il possède de sa plasticité. Ces qualités s'expriment dans Jeune fille en bleu, Jeune fille à la bague, Adolescence ou ce Portrait de femme bourgeoise[…] L'élégance aristocratique, Albert Pinot ne l'atteint pas moins dans ses tableaux de fleurs, où les corolles ont une immatérialité subtile, une souplesse si suggestive de leurs parfums. Laissez-vous aller à l'attirance des Roses, des Roses fanées, des Fleurs et cerises, enlevés à l'huile, ou des chrysanthèmes blaireautés autour d'une Tasse Japon.
Quant au dessinateur qu'est Albert Pinot, dessinateur ferme, puissant, nerveux et calme à la fois, il faut le juger d'après ses petits croquis de femmes au Conté, et légèrement rehaussés au lavis. D'une exécution moins énergique sont les sanguines, mais elles sont plus attendries, plus enveloppées, et la grande tête de femme surtout, aux formes adoucies, aux yeux rêveurs et réfléchis, respire une fine et pénétrante mélancolie. »

### Expositions triennales belges
- Salon de Bruxelles de 1900 : Faust et Portrait d'Alfred Bastien[5].
- Salon des beaux-arts de Liège de 1902 : des bibelots japonais.
- Salon de Bruxelles de 1903 : Portrait et Fleurs[8].
- Salon de Gand de 1906 : La Grande mariée et Jeune fille en bleu.
- Salon de Bruxelles de 1907 : La Bague, Le Samovar et Fleurs[9].
- Salon de Bruxelles de 1914 : Lily[10].

### Collections
Plusieurs institutions conservent des œuvres d'Albert Pinot : 
- Musées royaux des Beaux-Arts de Belgique[11] : 
  - Portrait de Fallens (1905), huile sur toile, inventaire no 7735, format 200,5 × 100 cm, don de Jean Jadot, en souvenir de l'artiste, son oncle, Bruxelles, 1970.
- Parlement de Bruxelles[12] : 
  - Le Port de Bruxelles huile sur panneau, inventaire no 58060, format 220 × 270 cm ;
  - Portrait de femme en pied.
- Commune d'Uccle[12] :
  - Le Pavillon Louis XV au Parc de Wolvendael, huile sur toile, inventaire no 436, format 45 × 65 cm.

## Distinction
- Officier de l'ordre de la Couronne[3] ;
- Chevalier de l'ordre de Léopold[3].